# Раковорська битва
Раковорська битва (нім. Schlacht bei Wesenberg) — битва, що відбулася 18 лютого 1268 року між арміями Новгородської республіки, Псковської республіки та Великого князівства Володимирського з об'єднаними силами лицарів Лівонського ордену та Данської Естляндії поблизу фортеці Везенберг.

## Передісторія
Князь Довмонт був змушеній покинути Велике князівство Литовське в ході боротьби за престол після смерті Міндовга (1263) i був прийнятий у Пскові. У 1267 новгородці організували похід проти Литви, але через розбіжності в середовищі командування похід не відбувся. Замість цього війська вторглися в данські володіння, що знаходилися на території сучасної Естонії, і підступили до замку Раквере, але після загибелі від стріл семи осіб з війська, відступили і звернулися за допомогою до великого князя владимирського Ярослава Ярославича, який надіслав замість себе своїх синів Святослава і Михайла, а також Дмитра Переяславського та інших князів. У Новгороді почалося виготовлення облогових знарядь для майбутнього походу. Орденські єпископи і лицарі з Риги, Вільянді і Юр'єва прибули в Новгород (між 1 березня і 31 грудня 1267) просити миру і поклялися не допомагати раковорцям і ревельцям, однак при подальшому зборі військ лівонська хроніка згадує вільяндців і воїнів з інших міст ( вся земля Німецька , згідно з Руським Літописом).
23 січня почався похід. Руські війська вторглися в землю Вірумаа, що належала данцям.

## Хід битви
Військо Лівонського ордену, який з 1237 року став Лівонським ландмайстерством Тевтонського ордену, виступило з Юр'єва, та після з'єднання з датчанами, які мали більш значні сили, зайняли позиції на лівому фланзі навпроти Святослава, Дмитра і Довмонта. Данці ж встали на правому, проти Михайла Ярославовича. Новгородський літопис наводить розповідь, відсутню у хроніці, про запеклий бій в центрі між новгородцями і залізним полком  противника, в ході якого загинув новгородський посадник і ще 13 бояр поіменно, тисяцький і ще 2 боярина поіменно пропали безвісти, а князь Юрій відступив, у зв'язку з чим навіть був запідозрений у зраді.
Тим часом руські війська завдали потужного контрудару. Склад його учасників точно називає лівонська хроніка: 5000 воїнів на чолі з Дмитром Переяславським, — він повідомляє про те, що лицарям вдалося малими силами зупинити його. У той же час літопис пов'язує з цим контрударом загальну перемогу руського війська в битві, і розповідає про переслідування втікаючого противника протягом 7 верст до самого Раковора трьома шляхами, бо коні не могли ступати по трупах .
Увечері до місця битви підійшов ще один німецький загін, але обмежився пограбуванням новгородського обозу. Руські війська очікували ранку, щоб битися з ним, але німці відійшли.

## Підсумки битви
Руські війська простояли під стінами Раковора три дні, не переходячи до штурму. У цей час псковська дружина Довмонта вогнем і мечем пройшлася по Лівонії, чинячи грабунки та захоплюючи полонених. Князь мстився ворогові за напади на його землі.
В 1269 році Орден здійснив відповідній похід, що закінчився безрезультатною 10-денною облогою Пскова, відступом лицарів при наближенні новгородського війська на чолі з князем Юрієм та укладення миру на всій Волі новгородській. Через всього 8 років після поразки в битві при Дурбі від військ Литви, хрестоносці зазнали нової поразки, що призупинило на 30 років німецько-данську експансію.
У російській історіографічної традиції безперечним переможцем визнається руська армія, тим не менш, незважаючи на більшу кількість учасників, битві надається лише другорядне значення в порівнянні з міфологізованим Льодовим побоїщем.